# فرانکو کوردووا
فرانکو کوردووا (به ایتالیایی: Franco Cordova) بازیکن فوتبال و اهل ایتالیا است که از سال ۱۹۷۵ میلادی عضو تیم ملی فوتبال ایتالیا بوده و در ۲ بازی ملی حضور داشته‌است. او در بازی‌های ملی‌اش گلی به ثمر نرساند.
فرانکو کوردووا آخرین بازی ملی خود را در سال ۱۹۷۵ میلادی انجام داد.